# Лімбах (Бад-Кройцнах)
Лімбах (нім. Limbach) — громада в Німеччині, розташована в землі Рейнланд-Пфальц. Входить до складу району Бад-Кройцнах. Складова частина об'єднання громад Кірн-Ланд.
Площа — 9,18 км2. Населення становить 303 ос. (станом на 31 грудня 2020).

## Галерея

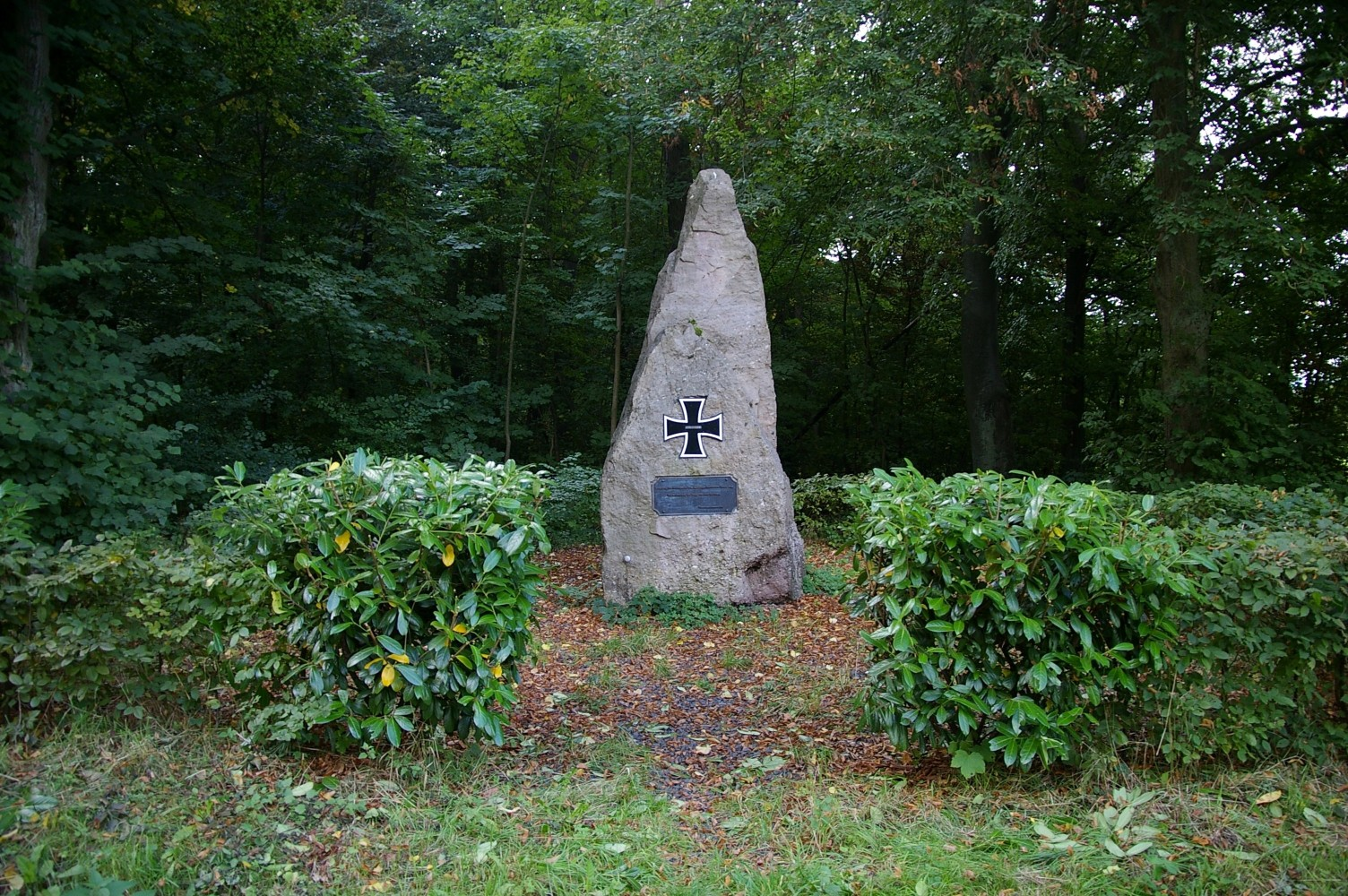